# الأبوة (فلم 2021)
الأبوة (بالإنجليزية: Fatherhood) هو فيلم دراما أمريكي من إخراج بول ويتز، ومن سيناريو لويتز ودانا ستيفنز، استنادًا إلى مذكرات عام 2011، «قبلتان لمادي: مذكرات عن الخسارة والحب» بقلم ماثيو لوجلين. البطولة للنجوم كيفن هارت، والفري وودارد، وميلودي هيرد.
قررت شركة التوزيع «سوني» إصدار الفيلم في 16 أبريل 2021.

## طاقم التمثيل
- كيفن هارت: في دور ماثيو لوجلين

- ألفري وودارد: في دور ماريان

- ميلودي هيرد: في دور مادي لوجلين

- أنتوني كاريجان: في دور أوسكار

- ليل ريل هوري: في دور الأردن

- بول ريزر: في دور بول

- ديبورا أيوريندي: في دور ليز لوجلين

- ديواندا وايز: في دور سوان

- تينيشا كولينز: في دور تيسا

بالاشتراك مع:
- هولي جي فرانكل، إلين ديفيد، آرثر هولدن، ميلودي هيرد، كاسيدي نيل، كريستوفر هايز، ستيفاني كوستا، لويس أوليفا، أدريان م. مومبوينت، جولي تريبانيير، رودني ألكسندر، رايان س.هيل، كريستين لان، ليتيتيا بروكس، ثيدرا بورتر، كريستوفر تايسون، ماركو ليديزما، إينيس فيغولي بوزون، أخيل مونتيس فامفاس، جون إيزيومون، ليزا ريد، بينيام جيرما، بول الكسندر ديزيريه، جوليان كيسي.[3]

## ملخص أحداث الفيلم
يروي الفيلم أحداث حياة ماثيو كأب وزوج، فقدَ زوجتهُ عندما ولدت ابنته، وتُظهر القصة بشكل أساسي كيف يحاول أن يجعل حياته لإبنته الوحيدة مجدية. يسير ماثيو في رحلة مسؤولياته كأب أعزب، على الرغم من أن الحياة كانت صعبة عليه، فبدلاً من الاستسلام، يدافع عن ابنته مادي، لقد دعمها من خلال أن يصبح أبًا قويًا ويخلق لها الحياة المضمونة التي تستحقها.

## الإنتاج
أُعلن في مايو 2015، أن الممثل والمنتج الأمريكي تشانينج تاتوم سيقوم ببطولة الفيلم وإنتاجه، استنادًا إلى مذكرات ماثيو لوجلين، كما أُعلن في يناير 2019، أن كيفن هارت سيشارك في الفيلم، ليحل محل تاتوم، مع إخراج بول ويتز، ومن سيناريو كتبه جنبًا إلى جنب مع دانا ستيفنز. انضم في مايو 2019، كل من ميلودي هيرد وألفري وودارد إلى فريق عمل الفيلم، وفي يونيو 2019، انضم أنتوني كاريجان، وليل ريل هوري، وبول ريزر، وديبورا أيوريند إلى الفريق، الذي أصبح مشروعًا لكولومبيا بيكتشرز في يوليو 2019.

## إصدار الفيلم
كان موعد إصدار فيلم «الأبوة» في 16 أبريل 2021، وكان من المقرر إصداره في 3 أبريل 2020، ولكن في 6 يناير 2020، تم تأجيله إلى 8 يناير 2021، وفي وقت لاحق من ذلك العام، تم دفعه أسبوعًا إلى 15 يناير 2021، وفي 30 مارس 2020، تم تقديمه إلى 23 أكتوبر 2020 بسبب جائحة كوفيد 19،

## وصلات خارجية
- الأبوة  في قاعدة بيانات الأفلام على الإنترنت (بالإنجليزية)
- الأبوة (فيلم 2021)